# 2017 en sports équestres
Chronologie des sports équestres
- 2016 en sports équestres - 2017 en sports équestres - 2018 en sports équestres

Cet article présente les faits marquants de l'année 2017 en sports équestres.

## Événements

### Janvier
- 18 janvier au 22 janvier 2017 : 32e édition du salon Cheval Passion.

### Mars
- 27 mars au  2 avril 2017 : finale de la Coupe du monde de saut d'obstacles 2016-2017 et de la à Omaha (États-Unis) [1].

### Septembre
- 23 septembre : décès pendant une épreuve du cavalier français Maxime Debost après une chute dans le cross du concours complet de Châteaubriant[2].